# Gutenprint
Gutenprint är en samling av skrivardrivrutiner för användning med Ghostscript, CUPS, Foomatic, and GIMP. Drivrutinerna utvecklades ursprungligen som en insticksmodul för bildredigeraren GIMP, men blev senare ett mer allmänt verktyg som kan användas av andra program.
Gutenprint var tidigare känt som Gimp-Print.